# Ne streljajte v belykh lebedej
Ne streljajte v belykh lebedej (russisk: Не стреляйте в белых лебедей) er en sovjetisk spillefilm fra 1980 af Rodion Nakhapetov.

## Medvirkende
- Stanislav Ljubsjin som Jegor Polusjkin
- Nina Ruslanova som Polusjkina Kharitina
- Viktor Anisimov som Kolka Polusjkin
- Vera Glagoleva som Nonna Jurjevna
- Ivars Kalnynsj som Jurij Tjuvalov